# Quahog
Quahog es una localidad ficticia estadounidense de Rhode Island, en el condado de Newport o el de Providence. La ciudad aparece en la serie Padre de familia siendo la Calle Spooner la principal debido a que los protagonistas de la serie residen en el mismo vecindario. 

## Historia
Al igual que sucede en algunos episodios donde no se sigue el canon habitual (por ejemplo, el envejecimiento de los personajes menos en el caso de Stewie quien sigue teniendo un año de edad), con la historia de la fundación de la zona existen dos versiones que se contradicen.
En Fifteen Minutes of Shame, el alcalde Adam West comenta que la ciudad fue fundada por un navegante de la colonia de Nueva York llamado Miles "Chatterbox" Musket, el cual tenía la manía de hablar más de la cuenta, razón por la que sus tripulantes decidieron tirarlo por la borda. Sin embargo fue salvado de morir ahogado por una almeja mágica conocida como Quahog (variedad de molusco que crece frente a la costa este de Estados Unidos y Canadá) por lo que el primer asentamiento recibiría ese nombre.
La historia alternativa revela que la anterior es un mito y que Quahog fue fundada por Griffin Peterson (antepasado de Peter Griffin) según cuenta Madame Claude, vidente jamaicana y prima de Cleveland Brown en Peter's Progress. De acuerdo con esta versión, Peterson fue un caballero inglés que se vio forzado al exilio por el Rey Stewart III por celos al verle con Lady Redbush. 
Una vez llegan a las costas americanas y pone pie en tierra yerma, este y los demás colonos deciden levantar una colonia de la nada. Al mismo tiempo, Lady Redbush (ya casada con el rey) descubre que Peterson está vivo y decide viajar en una galera hasta la nueva colonia.

## Posible localización

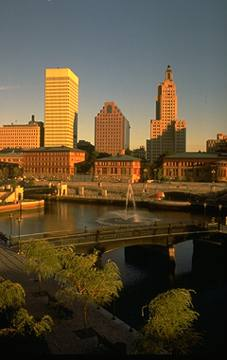
De izquierda a derecha: One Financial Center, 50 Kennedy Plaza y Bank of America Tower.

Durante su época de estudiante en la Escuela de Diseño de Rhode Island, MacFarlane residió en Providence, en consecuencia, la serie tiene similitudes con varias zonas rhodense del universo real. A menudo, MacFarlane hace uso de varios sitios del Estado como Pawtucket y Buddy Cianci. En una entrevista concedida a WNAC Fox 64 News, argumentó que la ciudad está basada en el mapa de Cranston.
En varios episodios, pueden verse en la distancia los rascacielos de Providence. Los tres edificios que se pueden presenciar son, de izquierda a derecha y del más lejano al más cercano, One Financial Center, 50 Kennedy Plaza y Bank of America Tower. Desde el ángulo en el que están situados esos edificios, indican al televidente, que Quahog está ubicada al oeste del centro de Providence, en caso de que Quahog existiera de verdad. Sin embargo, en otros episodios se revela que la ciudad tiene acceso al mar, aunque solo Cranston y Providence poseen costas. Casualmente hay un hecho real entre la localidad ficticia y Providence, se trata de la 31 de la Calle Spooner, situada en la misma ciudad justo al oeste del Parque Roger Williams.